# Charles Pierce (Musiker)
Charles Pierce (* 1890 in Chicago; † unbekannt) war ein US-amerikanischer Jazz-Saxophonist und Bandleader des Chicago-Jazz.
Charles Pierce war hauptberuflich Metzger in der South Side von Chicago und arbeitete in seiner Freizeit mit Red McKenzie und Eddie Condon. Er trat an Wochenenden mit einer Pick Up-Band auf; unter der Mitwirkung der Klarinettisten Muggsy Spanier und Frank Teschemacher spielte er für Paramount Records zwischen Februar und April 1928 unter eigenem Namen fünf Titel ein (wie „Nobody's Sweetheart“, „China Boy“ und „Bull Frog Blues“). Im März 1928 entstanden für Paramount weitere zwei Titel des Charles Pierce Orchestra („Jazz Me Blues“ und „Sister Kate“).
Charles Pierce gilt neben den Chicago Rhythm Kings und McKenzie & Condon's Chicagoans als einer der Pioniere des Chicagoer Jazz.

## Diskographische Hinweise
- Jazz From The Windy City 1927-1930 (Timeless Records)